# HMS Truculent (P315)
| «Трукулент»                                                           | «Трукулент»                                                                                              | «Трукулент»                                                                                              |
| --------------------------------------------------------------------- | --- | --- |
| HMS Truculent (P315)                                                  | | |
|                                                                       | | |
| Британський підводний човен «Трукулент» типу «T». Грудень 1942        | | |
| Верф                                                                  | Vickers-Armstrongs, Барроу-ін-Фернесс                                                                    | Vickers-Armstrongs, Барроу-ін-Фернесс                                                                    |
| Під прапором                                                          | Велика Британія                                                                                          | Велика Британія                                                                                          |
| Належність                                                            | Військово-морські сили Великої Британії                                                                  | Військово-морські сили Великої Британії                                                                  |
| Порт приписки                                                         | Лервік, Клайд, Голі-Лох                                                                                  | Лервік, Клайд, Голі-Лох                                                                                  |
| На честь                                                              | другий корабель флоту на ім'я «Трукулент»                                                                | другий корабель флоту на ім'я «Трукулент»                                                                |
| Замовлення                                                            | 2 вересня 1940                                                                                           | 2 вересня 1940                                                                                           |
| Закладений                                                            | 4 грудня 1941                                                                                            | 4 грудня 1941                                                                                            |
| Спуск на воду                                                         | 12 вересня 1942                                                                                          | 12 вересня 1942                                                                                          |
| Введений до складу флоту                                              | 31 грудня 1942                                                                                           | 31 грудня 1942                                                                                           |
| На службі                                                             | 1942–1950                                                                                                | 1942–1950                                                                                                |
| Сучасний статус                                                       | 12 січня 1950 року затонув у наслідок зіткнення зі шведським нафтовим танкером «Дівіна» в естуарії Темзи | 12 січня 1950 року затонув у наслідок зіткнення зі шведським нафтовим танкером «Дівіна» в естуарії Темзи |
| Бойовий досвід                                                        | Друга світова війна Битва за Атлантику Кампанія в Арктиці Арктичні конвої * Операція «Сорс»              | Друга світова війна Битва за Атлантику Кампанія в Арктиці Арктичні конвої * Операція «Сорс»              |
| Проєкт                                                                | | |
| Тип ПЧ                                                                | крейсерський дизель-електричний підводний човен                                                          | крейсерський дизель-електричний підводний човен                                                          |
| Основні характеристики                                                | | |
| Швидкість (надводна)                                                  | 15,5 вузлів (29 км/год)                                                                                  | 15,5 вузлів (29 км/год)                                                                                  |
| Швидкість (підводна)                                                  | 9 вузлів (20 км/год)                                                                                     | 9 вузлів (20 км/год)                                                                                     |
| Робоча глибина занурення                                              | 91 м | 91 м |
| Дальність плавання                                                    | 4 500 миль (8 330 км) на швидкості 11 вузлів (надводна) 70 миль (130 км) на швидкості 4 вузли (підводна) | 4 500 миль (8 330 км) на швидкості 11 вузлів (надводна) 70 миль (130 км) на швидкості 4 вузли (підводна) |
| Екіпаж                                                                | 61 офіцер та матрос                                                                                      | 61 офіцер та матрос                                                                                      |
| Розміри                                                               | | |
| Довжина найбільша (по КВЛ)                                            | 84,28 м                                                                                                  | 84,28 м                                                                                                  |
| Ширина корпусу найб.                                                  | 7,7 м | 7,7 м |
| Середня осадка (по КВЛ)                                               | 4,45 м                                                                                                   | 4,45 м                                                                                                   |
| Водотоннажність надводна                                              | 1 290 тонни                                                                                              | 1 290 тонни                                                                                              |
| Силова установка                                                      | | |
| Дизель-електрична: 2 × дизельних двигуни Admiralty 2 × електродвигуни | | |
| Гвинти                                                                | 2 | 2 |
| Потужність                                                            | 2 500 к.с. (дизель) 1 450 к.с. (електродвигун)                                                           | 2 500 к.с. (дизель) 1 450 к.с. (електродвигун)                                                           |
| Озброєння                                                             | | |
| Артилерія                                                             | 1 × 102-мм гармата QF 4 inch Mk XII                                                                      | 1 × 102-мм гармата QF 4 inch Mk XII                                                                      |
| Торпедно- мінне озброєння                                             | 11 × 533-мм торпедних апаратів 17 торпед                                                                 | 11 × 533-мм торпедних апаратів 17 торпед                                                                 |
| ППО                                                                   | 3 зенітних кулемети                                                                                      | 3 зенітних кулемети                                                                                      |

«Трукулент» (англ. HMS Truculent (P315) — військовий корабель, підводний човен типу «T» 3-ї серії Королівського військово-морського флоту Великої Британії часів Другої світової війни.

## Історія створення
Підводний човен «Трукулент» був закладений 4 грудня 1941 року на верфі компанії Vickers-Armstrongs у Барроу-ін-Фернессі. 12 вересня 1942 року він був спущений на воду, а 31 грудня 1942 року увійшов до складу Королівських ВМС Великої Британії. 

## Історія служби
Субмарина брала участь у бойових діях на морі в Другій світовій війні; корабель бився у Північній Атлантиці, біля берегів Європи, на Середземному морі та в Індійському океані.
«Трукулент» провів більшу частину своєї служби під час Другої світової війни на Далекому Сході Тихого океану, за винятком початку 1943 року, коли патрулював поблизу європейських берегів. Тут, у першому бойовому поході в Норвезьке море, він потопив німецький підводний човен U-308 з усім екіпажем.
У вересні 1943 року підводний човен залучався до складної операції з нейтралізації німецьких капітальних кораблів, що базувалися у Каафіорді, Нордкап у Північній Норвегії. Це була перша операція із застосуванням надмалих підводних човнів типу «X» — операція «Сорс» — в якій використовували шість надмалих субмарин типу «X», але лише два мінічовни успішно заклали свої заряди під німецьким лінкором «Тірпіц». Два вийшли з ладу під час буксирування до Норвегії, один зазнав механічної несправності та затонув, ще один потонув після нападу. Тільки X6 та X7, якими командували лейтенант Дональд Кемерон та лейтенант Годфрі Плейс відповідно, здобули успіх. «Тірпіц» зазнав серйозних пошкоджень і його відновлення та повернення до строю тривало аж до травня 1944 року.
Під час переходу в Тихий океан «Трукулент» потопив вантажне судно японської армії «Ясусіма Мару»; мале судно Mantai; пекельне судно Harugiku Maru із 180 з 720 військовополонених союзників, що загинули; і п'ять японських вітрильних суден. Підводний човен також встановив міни, на якій підірвався японський мінний загороджувач Hatsutaka.
«Трукулент» пережив війну і повернулася до Сполученого Королівства, щоб продовжити службу в Королівському флоті.
12 січня 1950 року «Трукулент» повертався після навчань і ремонту в Чатемі до Ширнесса й зіткнувся в естуарії Темзи зі шведським нафтовим танкером «Дівіна». Унаслідок морської катастрофи загинули 64 людини.
Згодом затонулий підводний човен підняли і 8 травня 1950 року «Трукулент» був проданий для здачі на брухт.